# Karabin maszynowy Typ C
Typ C – seria prototypów ciężkich karabinów maszynowych zbudowanych w Polsce w drugiej połowie lat trzydziestych XX wieku.

## Historia konstrukcji
Wprowadzenie do uzbrojenia cekaemu wz. 30 nie zakończyło prac nad karabinami maszynowymi prowadzonych w Polsce. Nowy karabin maszynowy był konstrukcją udaną, ale ciężką. Dlatego niezbyt nadawał się jako uzbrojenie kawalerii, czy jednostek pomocniczych (np. saperów).
W 1936 roku inż. Wawrzyniec Lewandowski, pracownik Fabryki Karabinów w Warszawie, opracował projekt karabinu maszynowego z lufą chłodzoną powietrzem, opartego częściowo na konstrukcji erkaemu Browning wz. 1928. Nowa konstrukcja zainteresowała Inspektorat Saperów Wojska Polskiego. Na przełomie lat 1936/37 na jego zamówienie powstał pierwszy prototyp oznaczony jako C1. Próby prowadzone na początku 1937 roku zostały przerwane (uszkodzenie broni). Jednak wyniki były na tyle zachęcające, że w Fabryce Karabinów wykonano w tym samym roku prototyp udoskonalonej wersji oznaczonej jako C2.
24 lutego 1938 roku odbyła się specjalna konferencja poświęcona karabinowi maszynowemu Typ C. W jej trakcie zainteresowanie nim wyraził Inspektorat Piechoty, a także przedstawiciele Dowództwa Broni Pancernych.
Od 15 marca do 18 maja 1938 roku w Centrum Badań Balistycznych w Zielonce pod Warszawą przeprowadzono próby cekaemu C2. próby wykazały, że nowa broń jest konstrukcją udaną, ale nie pozbawioną wad. Za zalety uznano łatwą do wymiany lufę oraz łatwość rozkładania i składania broni bez pomocy narzędzi. Problemy sprawiał mechanizm donoszenia i taśma amunicyjna. Poza tym uznano, że utrudniony jest dostęp do urządzenia gazowego, a konstrukcja pokrywy komory zamkowej i mechanizmów wewnętrznych utrudnia usuwanie zacięć. W rezultacie prób prototyp odrzucono.
Jednocześnie z próbami trwały prace nad kolejnymi wariantami cekaemu. Do 20 maja 1938 roku miał powstać prototyp wersji C3. W kwietniu tego roku Dowództwo Broni Pancernych zamówiło cztery sztuki cekaemu C2. Próby tych egzemplarzy prawdopodobnie nie wypadły zbyt dobrze, ponieważ rozpoczęto prace nad wersją C4, przeznaczoną specjalnie dla wojsk pancernych. Słabe wyniki wersji C2 sprawiły, że Inspektorat Saperów także postanowił zainteresować się wersją C4 (miała to być broń stosowana w fortyfikacjach).
8 czerwca 1938 roku w Instytucie Technicznym Uzbrojenia odbyła się konferencja, na której przedstawiciel Fabryki Karabinów poinformował przedstawicieli zainteresowanych Inspektoratów, że postulaty zainteresowanych bronią zostaną zrealizowane. Przedstawił także propozycję opracowania wersji zasilanej z magazynków (oznaczonej jako C5). Projekt spotkał się z dużym zainteresowaniem przedstawicieli Dowództwa Broni Pancernych, ale z protestami Inspektoratu Saperów (C4 odpowiadał saperom, a opracowanie wersji C5 zajęłoby co najmniej rok). W rezultacie podjęto decyzję o kontynuacji prac nad modelem C4. Prace nad modelem C5 zawieszono.
17 maja 1938 roku w Centrum Wyszkolenia Piechoty w Rembertowie odbyły się próby porównawcze cekaemu wz. 30 i cekaemu Typ C4 w wersji pojedynczej i podwójnie sprzężonej (wersja forteczna). W trakcie prób najcelniejszy okazał się cekaem C4 na podstawie pojedynczej. 21 czerwca 1938 roku zamówiono następne trzy cekaemy C4, które dostarczono do 22 listopada 1938 roku. Pod koniec roku zamówiono jeszcze jeden egzemplarz karabinu maszynowego.
Z niewiadomych przyczyn termin dostaw ogniwek taśmy amunicyjnej do cekaemu C4 ustalono na 1 lutego 1939 roku, co spowodowało, że następne próby odbyły się dopiero pomiędzy 14 a 22 lutego 1939 roku. Dane z prób są ostatnimi zachowanymi dokumentami dotyczącymi cekaemu C4. Wiadomo tylko, że nowa broń miała być instalowana w nowym samochodzie pancernym (opracowanym na podwoziu samochodu terenowego PZInż 303), czołgu 14TP i nowym dwudziestopięciotonowym czołgu średnim, którego projekt właśnie powstawał w PZInż.

## Wersje
- C1 – pierwszy prototyp. Zasilanie lewostronne za pomocą taśmy metalowej.
- C2 – drugi, udoskonalony prototyp.
- C3 – wersja skonstruowana na zamówienie Inspektoratu Piechoty wyposażona w lekką lufę o masie 5 kg. Zasilanie obustronne z taśmy parcianej lub papierowej.
- C4 – wersja (prawdopodobnie) finalna. Zasilanie obustronne z metalowej taśmy rozsypnej.
- C5 – projekt wersji zasilanej z magazynków talerzowych (prawdopodobnie identycznych ze stosowanymi w lotniczym karabinie maszynowym wz. 37.

## Opis konstrukcji
Ciężki karabin maszynowy Typ C4 był zespołową bronią samoczynną. Zasada działania oparta na pobraniu gazów prochowych przez boczny otwór w lufie, ryglowanie ryglem wahliwym. Strzelanie tylko seriami z zamka otwartego. Zasilanie taśmowe (taśma metalowa, rozsypna). Lufa szybkowymienna, chłodzona powietrzem, zakończona stożkowym tłumikiem płomieni. Broń strzelała z podstawy trójnożnej.